# Ондуг
Ондуг (фр. Andouque) насеље је и општина у јужној Француској у региону Миди Пирене, у департману Тарн која припада префектури Алби.
По подацима из 2011. године у општини је живело 384 становника, а густина насељености је износила 14,65 становника/km². Општина се простире на површини од 26,21 km². Налази се на средњој надморској висини од 447 метара (максималној 488 m, а минималној 267 m).

## Демографија
| 1962. | 1968. | 1975. | 1982. | 1990. | 1999. | 2011. |
| ----- | ----- | ----- | ----- | ----- | ----- | ----- |
| 521   | 549   | 477   | 427   | 403   | 370   | 384   |

График промене броја становника у току последњих година